# Ixia paniculata
Ixia paniculata  es una especie de planta fanerógama perteneciente a la familia de las iridáceas. 

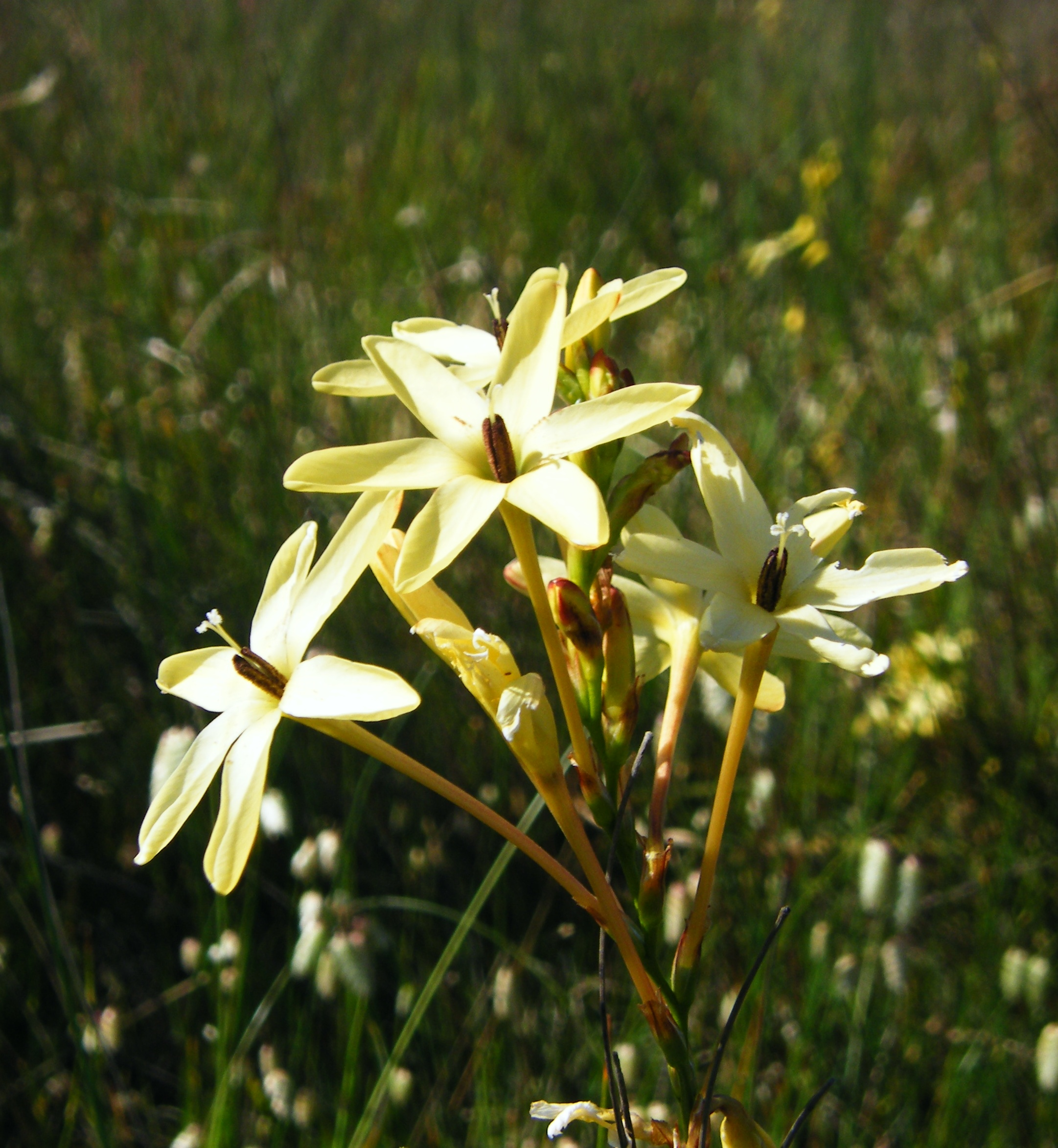
Flores

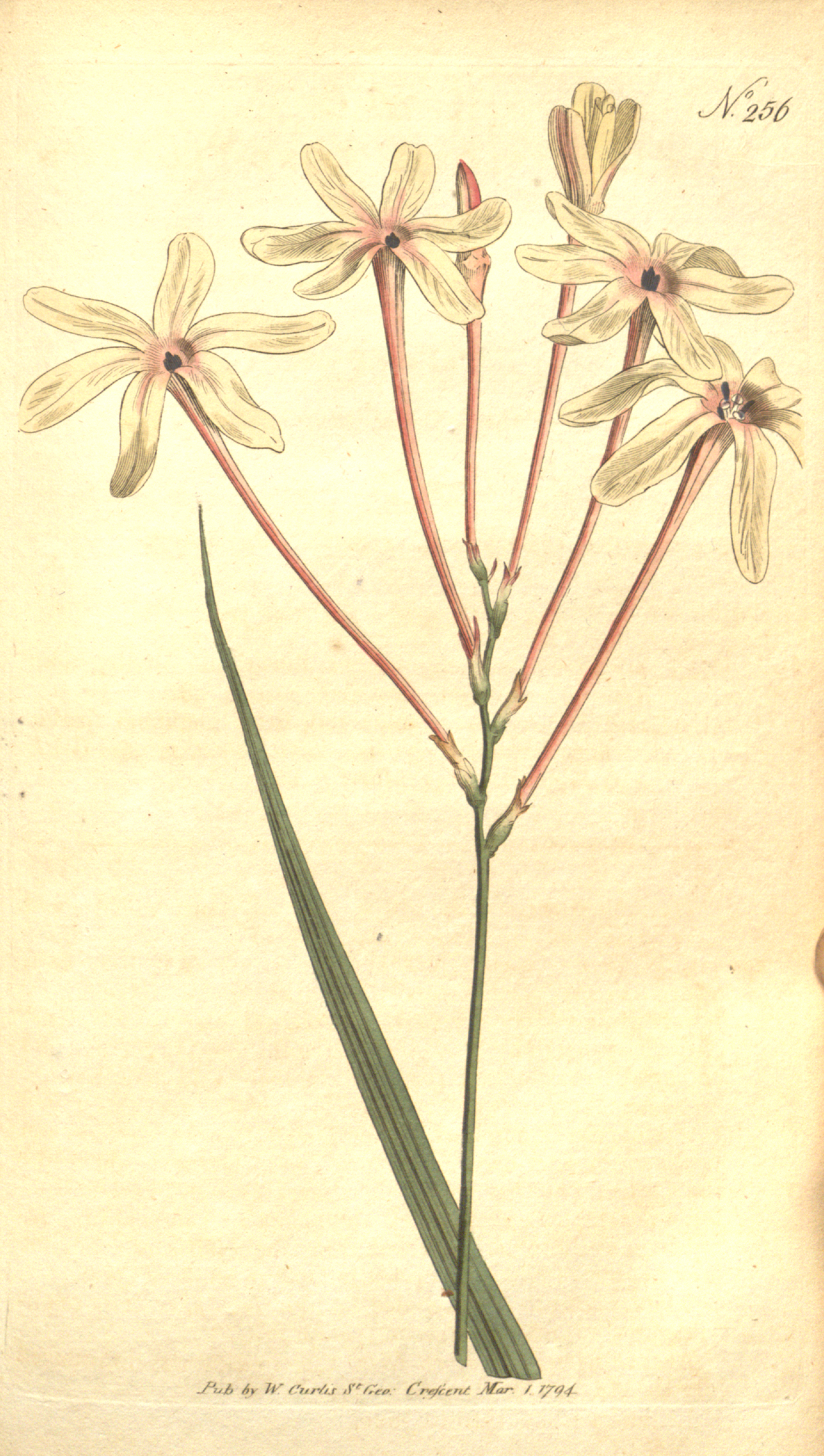
Ilustración

## Descripción
Ixia paniculata, es una planta herbácea perennifolia, geofita que alcanza un tamaño de 0.4 - 0.9  m de altura. Se encuentra a una altitud de 5 - 780 metros,  en Sudáfrica.
Ixia paniculata, se encuentra en las laderas arenosas húmedas y pisos en el noroeste y el suroeste de la Provincia del Cabo. Tiene flores de color crema de galletas que son a menudo rojizas en el exterior y en la garganta. Esta especie se distingue por tener el tubo más largo en el género.

## Taxonomía
Ixia paniculata fue descrita por Daniel Delaroche y publicado en Descriptiones plantarum aliquot novarum 26: , t. 1. 1766.
Etimología
Ixia: nombre genérico que deriva del griego: ἰξία (ixia) (= χαμαιλέων λευκός, (leukos chamaeleon)), el cardo de pino, Carlina gummifera, una planta no relacionada en las (margaritas) de la familia Asteraceae.
paniculata: epíteto latíno que significa "en panículas"
Sinonimia
- Acidanthera capensis (Houtt.) Benth. ex Baker
- Crocosmia tenuiflora (Ker Gawl.) Klatt
- Gladiolus ixioides Thunb.
- Houttuynia capensis Houtt.
- Ixia longiflora Lam.
- Ixia longiflora P.J.Bergius
- Ixia paniculata var. tenuiflora (Vahl) Baker
- Ixia tenuiflora Vahl
- Montbretia capensis (Houtt.) Voigt
- Montbretia concolor (Heynh.) Voigt
- Montbretia rocheana (Sweet) Heynh.
- Montbretia tenuiflora (Ker Gawl.) Voigt
- Morphixia paniculata (D.Delaroche) Baker
- Morphixia paniculata var. tenuiflora (Vahl) Baker
- Tritonia capensis (Houtt.) Ker Gawl.
- Tritonia concolor Sweet
- Tritonia longiflora (P.J.Bergius) Ker Gawl.
- Tritonia paniculata (D.Delaroche) Klatt
- Tritonia rocheana Sweet
- Tritonia tenuiflora (Vahl) Ker Gawl.
- Waitzia capensis (Houtt.) Rchb.
- Waitzia concolor Heynh.
- Waitzia tenuiflora (Ker Gawl.) Heynh.[5][6]